# Lashkar Gah
Lashkar Gah este un oraș din Afganistan.